# Scoparia platysticha
Scoparia platysticha là một loài bướm đêm trong họ Crambidae.